# Alaska, Novi Meksiko
Alaska je naseljeno neuključeno područje u okrugu Ciboli u američkoj saveznoj državi Novom Meksiku. 
Ime je prikupio United States Geological Survey između 1976. i 1981. u prvoj fazi prikupljenja zemljopisnih imena, a Informacijski sustav zemljopisnih imena (Geographic Names Information System) ga je unio u popis 13. studenoga 1980. godine.

## Zemljopis
Nalazi se na 35°3′10″N 107°35′46″W / 35.05278°N 107.59611°W